# Masa planetaria
En astronomía, la masa planetaria es una medida de la masa de un objeto astronómico similar a un planeta. Dentro del Sistema Solar, los planetas suelen medirse en el sistema astronómico de unidades, donde la unidad de masa es la masa solar (Mo), la masa del Sol. En el estudio de los planetas extrasolares, la unidad de medida suele ser la masa de Júpiter (MJ) para los grandes planetas gigantes gaseosos, y la masa de la Tierra (MTierra) para planetas terrestres rocosos más pequeños.
La masa de un planeta dentro del Sistema Solar es un parámetro ajustado en la elaboración de efemérides. Hay tres variaciones de cómo se puede calcular la masa planetaria:
- Si el planeta tiene satélites naturales, su masa se puede calcular usando la ley de gravitación universal de Newton para derivar una generalización de la tercera ley de Kepler que incluye la masa del planeta y su luna. Esto permitió una medición temprana de la masa de Júpiter, medida en unidades de masa solar.[4]

- La masa de un planeta se puede deducir de su efecto sobre las órbitas de otros planetas. En 1931-1948, las aplicaciones defectuosas de este método llevaron a cálculos incorrectos de la masa de Plutón.
- Se pueden utilizar los datos de influencia recopilados de las órbitas de las sondas espaciales. Los ejemplos incluyen las sondas Voyager a los planetas exteriores y la nave espacial MESSENGER a Mercurio.[5]
- Además, muchos otros métodos pueden dar aproximaciones razonables. Por ejemplo, Varuna, un potencial planeta enano, gira muy rápidamente sobre su eje, al igual que el planeta enano Haumea. Haumea tiene que tener una densidad muy alta para no ser desgarrado por las fuerzas centrífugas. A través de algunos cálculos, se puede poner un límite a la densidad del objeto. Por lo tanto, si se conoce el tamaño del objeto, se puede determinar un límite de masa. Consulte los enlaces en los artículos antes mencionados para obtener más detalles al respecto.